# Echinophyllum
Echinophyllum là một chi rêu trong họ Thuidiaceae.